# 2987 Sarabhai
A 2987 Sarabhai (ideiglenes jelöléssel 4583 P-L) a Naprendszer kisbolygóövében található aszteroida. Cornelis Johannes van Houten,  Ingrid van Houten-Groeneveld és Tom Gehrels fedezte fel 1960. szeptember 24-én.